# 松井豊
松井 豊（まつい ゆたか、1954年3月24日-　）は、日本の社会心理学者。筑波大学教授。
埼玉県生まれ。1976年東京教育大学文学部心理学科卒業。1982年東京都立大学 (1949-2011)大学院人文科学研究科博士課程満期退学。89年「援助行動の意思決定過程に関する研究 状況対応モデルの提唱」で都立大学文学博士。1984年東横学園女子短期大学講師、1987年東京都立立川短期大学講師、90年助教授、1991年聖心女子大学助教授、1998年筑波大学助教授、2005年同人間総合科学研究科心理学専攻教授。

## 著書
- 『恋ごころの科学』サイエンス社 セレクション社会心理学 1993
- 『心理学論文の書き方 卒業論文や修士論文を書くために』河出書房新社 2006

### 共編著
- 『臨床心理リーディングガイド』林もも子ほか共編 サイエンス社 1991
- 『対人心理学の最前線』編 サイエンス社 1992
- 『ファンとブームの社会心理』編 サイエンス社 1994
- 『恋愛を科学する 恋する気持ちの心理学』井上果子共著 ポプラ社 10代の教養図書館 1994
- 『悲嘆の心理』編 サイエンス社 1997
- 『あのとき避難所は 阪神・淡路大震災のリーダーたち』水田恵三,西川正之共編著 ブレーン出版 1998
- 『境界例と自己愛の障害 理解と治療にむけて』井上果子共著 サイエンス社 ライブラリ思春期の"こころのSOS" 1998
- 『人を支える心の科学』浦光博共編 誠信書房 対人行動学研究シリーズ 1998
- 『高校生のための心理学』編 大日本図書 New心理学ブックス　2000
- 『心理測定尺度集 3　心の健康をはかる 適応・臨床』編 サイエンス社 2001
- 『対人心理学の視点』編 ブレーン出版 2002
- 『惨事ストレスへのケア』編著 ブレーン出版 2005
- 『心理測定尺度集 4　子どもの発達を支える 対人関係・適応』櫻井茂男共編 サイエンス社 2007
- 『心理学入門コース 社会と人間関係の心理学』上瀬由美子共著 岩波書店 2007
- 『新編社会心理学 改訂版』吉田富二雄,宮本聡介共編著 堀洋道監修 福村出版 2009
- 『朝倉実践心理学講座 8 対人関係と恋愛・友情の心理学』編 朝倉書店 2010
- 『心理測定尺度集 6 現実社会とかかわる 集団・組織・適応』宮本聡介共編 サイエンス社 2011
- 『生涯発達の中のカウンセリング 4 看護現場でいきるカウンセリング』小玉正博共編 サイエンス社 2014

### 翻訳
- ナレシュ・K.マルホトラ『マーケティング・リサーチの理論と実践. 技術編』日本マーケティング・リサーチ協会監修 三木康夫共監訳 同友館 2007

## 注
1. ↑  『現代日本人名録』2002年
2. ↑  J-GLOBAL研究者情報